# Битва на Рожному Полі
Битва на Рожному Полі — бій, що відбувся 1099 року в урочищі Рожне Поле поблизу сучасного міста Золочів Львівської області, на галицько-волинському пограниччі, між військами галицьких князів Ростиславичів — Володаря і Василька з одного боку та київським князем Святополком з іншого. Битва закінчилась цілковитою перемогою галицької дружини Володаря і Василька.
Ця перемога остаточно закріпила незалежність Ростиславичів від Києва і заклала підвалини майбутньої могутності Галицької держави.

## Передумови
Починаючи з 1084 року, в Галичині виникли незалежні Перемиське, Теребовлянське та Звенигородське князівства, де правили Рюрик, Володар та Василько Ростиславичі. Союзним галицьким землям довелось відстоювати право на власну державність в боротьбі з польськими, угорськими та київськими правителями.
В 1097 році київський князь Святополк наказав схопити та осліпити Василька, який повертався з Любецького з'їзду Рюриковичів. Проте Володар швидко зібрав військо та визволив осліпленого Василька з полону.

## Битва
Навесні 1099 року Святополк зібрав дружину, спершу завдав поразки волинському князю Давиду Ігоровичу і вторгся на галицькі землі. Вирішальна битва відбулась на галицько-волинському кордоні в урочищі Рожне Поле поблизу сучасного міста Золочів Львівської області.
Ось як описує цю битву літописець у Повісті минулих літ
| Святополк же, прогнавши Давида, почав замишляти проти Володаря і проти Василька, говорячи: «Адже се є волость отця мойого і брата». І пішов він на них, і коли почули це Володар і Василько, [то] пішли вони насупроти, взявши хреста, якого він цілував із ними на тім, що «на Давида я прийшов, а з вами обома хочу мати мир і любов». І переступив Святополк хреста, надіючись на множество воїв. І зступилися вони на полі на Рожні, коли приготувались до бою вони обидва, і Василько підніс хреста, говорячи: «Сього ти цілував єси. Спершу, коли взяв ти єси у мене зір очей моїх, а нині осе хочеш ти душу відняти мою. Тож хай межи нами буде хрест сей чесний». І рушили вони одні супроти одних до бою, і зступилися полки, і багато людей благочестивих бачили хреста над Васильковими воями, що піднісся вельми. І коли сталася велика битва і багато падало з обох військ, побачив Святополк, що битва люта, і побіг, і прибіг до Володимира. А Володар же і Василько, перемігши, стали тут, кажучи: «Доволі нам обом на межі своїй стати». І не пішли вони нікуди[1]. |

## Наслідки
Перемога в битві на Рожному полі дозволила Володарю та Василькові утвердити свою владу в Галичині та остаточно поклала край претензіям київських князів на галицькі землі. В 1141 році син Володаря Володимирко об'єднав усі галицькі землі в єдину державу зі столицею в Галичі.